# Dito Tsintsadze
Pour les articles homonymes, voir Tsintsadze.
Dito Tsintsadze (en géorgien: დიტო ცინცაძე; né le 2 mars 1957) est un réalisateur,  scénariste et acteur géorgien. Il a réalisé treize films depuis 1988. Son film Lost Killers a été projeté dans la section Un Certain Regard au Festival de Cannes 2000.  En 2007, il a été membre du jury du 29e Festival international du film de Moscou. Depuis 1996, il vit et travaille à Berlin.

## Biographie
De 1975 à 1981, il étudie la réalisation de films à l’Université d'État de théâtre et de cinéma Chota Roustavéli de Tbilissi avec Eldar Chenguelaia et Otar Iosseliani. Jusqu'en 1989, il travaille comme assistant réalisateur au studio de cinéma Kartuli Pilmi. 
En 1990, il réalise son premier long métrage, puis travaille pour la société de production de films Shvidkatsa (en géorgien : შვიდი კაცა, Sept hommes). En 1993, il réalise le film Zgvarze (en géorgien : ზღვაზე, À la mer), qui évoque la guerre civile en Géorgie : il reçoit le léopard d'argent au festival du film de Locarno et l'aigle royal au Festival international du film des nations de la mer Noire à Tbilissi.
De 1993 à 1996, Dito Tsintsadze travaille pour une société de production cinématographique italienne. En 1996, il obtient la bourse de cinéma Nipkow à Berlin et vit à la fois en Allemagne et en Géorgie, avec sa famille. Ses expériences personnelles influence le scénario de Lost Killers, film sur cinq migrants qui passent leur vie dans un quartier chaud de Mannheim qui reçoit en 2000  l'Alexandre d'argent au Festival du film de Thessalonique et le prix principal au Festival du film de Cottbus,. En 2003,  pour le film Le Coup de feu (en anglais : Gun-Shy), mettant en scène un jeune homme amoureux qui perd son emprise sur la réalité et est conduit au meurtre,  il est récompensé au Festival international du film de Saint-Sébastien par une Coquille d'or et au Festival international du film de Tbilissi par un Prométhée d'or. 
En 2005, il écrit le scénario de Der Mann von der Botschaft (en anglais : The Man from The Embassy) avec l’écrivain et le réalisateur géorgien Zaza Rusadze ;  l'acteur principal Burghart Klaussner reçoit le prix du meilleur acteur masculin avec le léopard d'or au Festival international du film de Locarno ; Dito Tsintsadze et Zaza Rusadze remportent l’Astor d’argent du meilleur scénario au Festival international du film de Mar del Plata . En 2007, il réalise le téléfilm Reverse en Géorgie. En 2008, son long métrage Mediator représente officiellement la Géorgie pour la nomination du meilleur film en langue étrangère aux Oscars. En 2011, Dito Tsintsadze décerne le prix CineMerit au Festival du film de Munich à son ancien mentor Otar Iosseliani. En 2012, il réalise le film Invasion , qui remporte le Grand Prix spécial du jury du Festival des films du monde de Montréal. En 2015, son film God of Happiness remporte le castor d'or du Festival du film de Biberach. 
En 2016, il est membre du jury du Festival international du film de Sofia. En 2019, son film Shindisi, qui relate un épisode de la guerre russo-géorgienne dans un village géorgien, est projeté au Festival international du film de Shanghai et représente officiellement la Géorgie pour concourir à l’Oscar du meilleur film international à l’occasion de 92e cérémonie, en 2020, à Los Angelès. 
Dito Tsintsadze est marié à l'actrice Marika Giorgobiani ; ils ont un fils, Nicolos.

## Filmographie
- დახატული წრე (Dakhatuli tsre), Le cercle dessiné (1988)
- სტუმრები (Stumrebi), Les Invités (1990)
- დაბრუნება (Dabrundeba), Le retour (1990)
- სახლი (Sakhli), Maison (1991)
- ზღვაზე (Zgvarze), À la mer (1993)
- Lost Killers (2000)
- 2002 : Eine erotische Geschichte, Un conte érotique (2002)
- 2003 : Le Coup de feu (Schussangst)
- 2006 : Der Mann von der Botschaft (L'Homme de l'ambassade)
- 2006 : Reverse (téléfilm)
- 2008 : Médiator
- 2012 : Invasion
- 2015 : God of Happiness
- 2019 : Inhale-Exhale
- 2019 : Shindisi